# Église de Sastamala
L'église Sainte-Marie de Sastamala  (en finnois : Sastamalan Pyhän Marian kirkko) est une église médiévale en pierre construite à Karkku dans la municipalité de Sastamala en Finlande,,.

## Histoire
La paroisse est ancienne pour la Finlande, car le plus ancien document sur la paroisse date de 1328, et le système fiscal permet de conclure qu'elle est née à la fin du XIIIe siècle. Sastamala est mentionné dans la légende de Saint Henri du XIIIe siècle, qui raconte les événements des années 1150.
Selon la tradition orale, l'église a été construite par des moines dont les bâtiments du monastère étaient situés sur la même colline. Les frères moines appartenaient probablement à l'ordre dominicain venus de Suède.
Ils ont apporté des compétences en maçonnerie à leur arrivée et étaient responsables à la fois de la conception et de la mise en œuvre.

## L'église
La sacristie est reliée au côté nord de l'église en pierre.
Les ouvertures fenêtres à l'extrémité ouest de la nef sont d'origine.
La nef voûtée en berceau a un plancher peint.
L'église de Sastamala possède une belle collection d'objets racontant l'histoire de l'église. L'objet le plus ancien est un font baptismal en pierre datant du XIIIe siècle.
Le mobilier de l'église comprend des sculptures médiévales et des fonts baptismaux, une chaire et un retable.
La partie supérieure du retable représente la Crucifixion et la partie inférieure représente la Sainte Communion.
Le retable a été offert par Johan Lundvik, l'intendant de l'Académie de Turku, en 1759.
Les bancs et la chaire de l'église ont été réalisés dans le cadre de la rénovation de 1866-1867. L'église abrite aussi une ancienne chaire du XVIIe siècle.

## Le clocher et le cimetière
Un haut clocher construit a été construit d'après un plan du bureau du surintendant de Stockholm à la fin du XVIIIe siècle.
Près de l'église se trouve l'ancien presbytère de Karku, achevé en 1839.
Le bâtiment a servi de presbytère jusqu'en 1949, date à laquelle il a été vendu à la ville de Nokia à l'époque pour servir de colonie de vacances pour enfants.
Aujourd'hui, le presbytère offre des services de restauration et d'hébergement.